# 扎維多維奇
49°42′0″N 23°37′58″E / 49.70000°N 23.63278°E
扎維多維奇（烏克蘭語：Завидовичі），是烏克蘭的村落，隸屬利沃夫州利維夫區，始建於1443年，面積2.57平方公里，海拔高度283米，2016年人口810，人口密度每平方公里357.2人。